# Petre Sergescu
Petre (Pierre) Sergescu (Drobeta-Turnu Severin, 17 de dezembro de 1893 – Paris, 21 de abril de 1954) foi um matemático romeno.
A partir de 1912 estudou matemática na Universidade de Bucareste, onde foi aluno de Gheorghe Țițeica, Dimitrie Pompeiu, Anton Davidoglu, Traian Lalescu, Nicolae Coculescu e David Emmanuel.

## Publicações
- Application de la théorie des résidus à la démonstration d'un théorème d'Hermite sur l'indece d'une fraction rationnelle (1922)
- Théorème d'Hermite (1922)
- Quelques inégalités de MM Landau et Lindelöf concernant les fonctions monogènes (1922)
- Extension aux noyaux symétrisables du théorème de Weyl (1922)
- Quelques remarques sur les noyaux symétriques (1924)
- Un probleme sur la composition des noyaux symétriques (1924)
- Sur les noyaux symétriques gauches (1924)
- Module des zéros des dérivées des fonctions bornées (1924)
- Letters from Warsaw (1925)
- Remarque sur le mouvement d'une particule électrisée soumise à l'action d'un point électrique et d'un pôle magnétique confondus (1926)
- Sur les polygones d'aire maximum inscrits dans l'ellipse (1926)
- Remarques sur les zéros de l'équation cubique (1927)
- On the importance of the Laplacian (1927)
- Noyaux symétrisables (théorème de Laguerre) (1927)
- The mathematical thought (1928)
- The first Congress of the Romanian Mathematicians (1928)
- On the 3rd degree equation (1929)
- Sur les modules des racines des équations algébriques (1929)
- Sur les zéros des polynômes (1930)
- Sur les relations scientifiques franco-roumaines (1930)
- Noyaux symétriques gauches, sur le mouvement des particulesé lectrisées (1930)
- Trajan Lalesco (1882–1929) (1931)
- Equations with subunitary roots (1931)
- Quelques points de la théorie des équations algébriques (1932)
- The second congress of the Romanian mathematicians (1932)
- The history of the numerical calculus (1933)
- A sketch of history of mathematical sciences (1933)
- Sur une extension des théoremes de MM Schur et George (1933)
- Les sciences mathématiques (1933)
- Les sciences mathématiques en France (1933)
- Histoire des sciences mathématiques et physiques en Roumaine (1934)
- Sur quelques aspects des mathématiques contemporaines (1934)
- Mathematics by the Romanians (1934)
- On the roots of equations in which the coefficient of xp has the highest absolute value (1935)
- Les mathématiques en Roumaine aux XVIIIe et XIXe siècles (1935)
- Compléments à ma communication du Congrès de Chambéry (1935)
- Sur l'organisation de l'enseignement des mathématiques en Roumanie (1935)
- Les mathématiques dans le "Journal des Savants" 1665–1701 (1936)
- Remarques pratiques sur l'intégration de certaines équations différentielles linéaires (1937)
- Le développement des sciences mathématiques en Roumanie (1937)
- La vie contemporaine des mathématiques (1937)
- Pierre Duhem et le "Système du monde" (1937)
- Les relations franco-roumaines à l'université de Cluj (1937)
- Un soldat oublié de la mécanique cartésienne au début du XVIIIe siècle. Antoine Parent (1666–1716) (1938)
- Dernières batailles pour le triomphe du calcul infinitésimal (1938)
- Rumänische Mathematikstudenten in Paris zwischen 1870 und 1877 (1939)
- Mathématiciens révolutionnaires (1939)
- Les mathématiques à Paris au Moyen-Âge (1939)
- Mathématiciens francais du temps de la Revolution Francaise (1940)
- Sur les limites de J-J Bret (1940)
- Généralisations des limites de J-J Bret (1940)
- Über die Grenzen der absoluten Werte der Wurzeln algebraischer Gleichungen (1940)
- Bemerkung über stationäre osculierende Kurven (1941)
- (mit F. Brătilă): Generalized combinations (1941)
- Quelques dates remarquables dans l'évolution des mathématiques en France (1941)
- Note on stationary osculatory curves (1941)
- Le Professeur G. Bratu (1941)
- Sur les combinaisons généralisées (1941)
- An episode in the struggle for the triumph of differential calculus; the Rolle-Sourin polemic 1702–1705 (1942)
- Sur l'identité des auteurs de quelques articles mathématiques, insérés dans "Le Journal des Savants" 1684–1703 (1942)
- Life and mathematical work of Henri Lebesgue (1942)
- Sur l'identité des auteurs de quelques articles de mathématiques, publiés de 1692 à 1703 dans le Journal des Savants (1942)
- Sur une proposition de Cayley (1943)
- Über eine Verallgemeinerung einer homogenen Differentialgleichung erster Ordnung (1943)
- Essais scientifique (1944)
- L'Université de Cluj et ses relations avec l'étranger (1944)
- La littérature mathématique dans la première période (1665–1701) du "Journal des Savants" (1947)
- Le bicentenaire de Gaspard Monge (1947)
- Le centenaire du Père M Mersenne (1948)
- Mersenne l'animateur (8 septembre 1588 – 1 septembre 1648) (1948)
- Le développement de l'idée de l'infini mathématique au XIVe siècle: Conférence faite au Palais de la découverte le 6 décembre 1947 (1948)
- Les recherches sur l'infini mathématique jusqu'à l'établissement de l'analyse infinitésimale (1949)
- Le bicentenaire de la naissance de Laplace (1949)
- Aldo Mieli (1950)
- Pascal et la science de son temps (1950)
- Descartes mathématicien (1950)
- Coup d'oeil sur les origines de la science exacte moderne(1951)
- La contribution de Condorcet à l'Encyclopédie (1951)
- Sur les relations mathématiques franco-roumaines (1952)
- Léonard de Vinci, homme de science (1952)
- Quelques aspects de la vie scientifique en Italie au temps de la Renaissance (1953)
- Histoire du nombre (1953)
- Léonard de Vinci et les mathématiques (1953)
- Notice nécrologique: Pierre Humbert (1954)
- Paul Tannery et la science médiévale (1954)
- D Pompeiu (1873–1954) (1955)
- L'infiniment petit mathématique du Moyen Âge au XIXe siècle (1955)
- Savants français en Hollande (1956)